# السبلة (العدين)

تعديل مصدري - تعديل

السبلة هي إحدى قرى عزلة بني هات بمديرية العدين التابعة لمحافظة إب، بلغ تعداد سكانها 472 نسمة حسب تعداد اليمن لعام 2004.